# Spea bombifrons
Spea bombifrons е вид жаба от семейство Scaphiopodidae. Видът не е застрашен от изчезване.

## Разпространение
Разпространен е в Канада, Мексико и САЩ.